# Seiçal (Fluss)
Seiçal (Seical, Seisal; port.: Ribeira de Seiçal, auch Rio Seiçal) ist einer der wenigen Flüsse im Norden Timors, der ganzjährig Wasser führt. Die meisten anderen Flüsse versiegen während der Trockenzeit.

## Verlauf

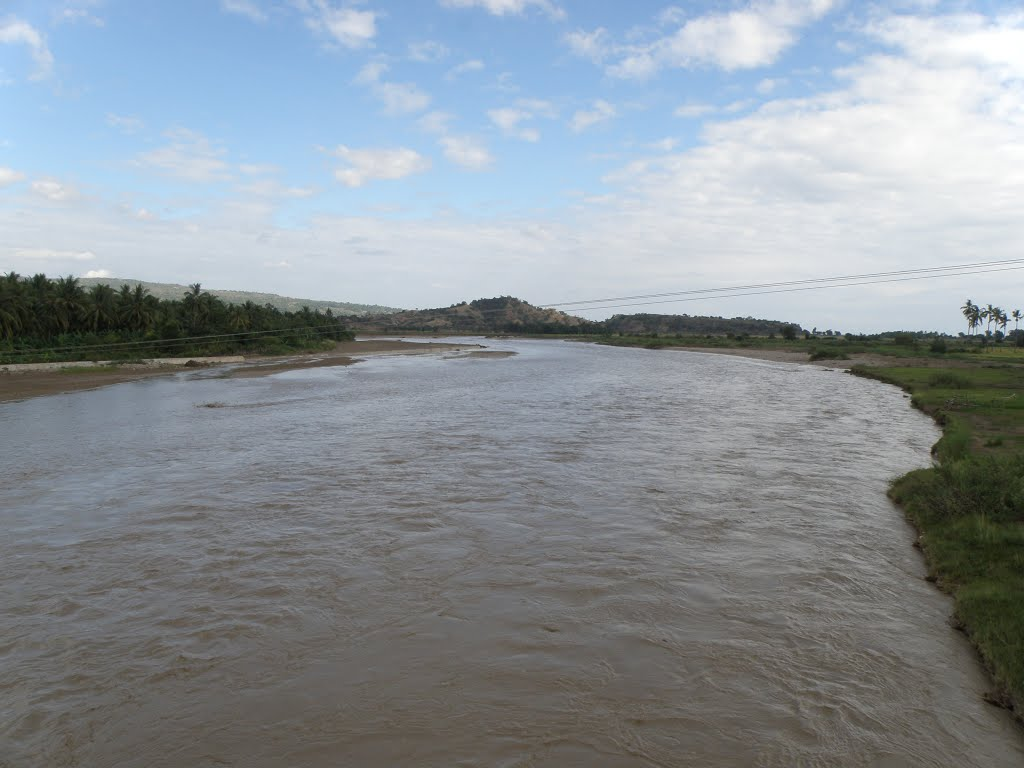
Der Seiçal in der Mitte der Trockensaison in einem La-Niña-Jahr. Blick in Richtung der Mündung von der nördlichen Küstenstraße aus.

Seine Quellen liegen im Norden des osttimoresischen Verwaltungsamts Ossu nördlich der Gipfel von Laritame und Monte Mundo Perdido. Von hier aus fließen zwei Quellflüsse nach Norden, wo sie bei Bado-Ho’o aufeinandertreffen.
Nachdem der Seiçal auf einer weiten Strecke die Grenze zwischen den Gemeinden Viqueque und Baucau gebildet hat, trennt er kurz die Verwaltungsämter Baucau und Venilale voneinander, bevor er endgültig in das Verwaltungsamt Baucau nach Nordosten fließt. Im Suco Seiçal (zwischen den Orten Baucau und Laga) mündet der Fluss schließlich beim gleichnamigen Ort in die Straße von Wetar an der Nordküste Timors.
An der Mündung finden sich Mangroven und Überflutungsebenen.

## Nutzung
An seinen Ufern wird durch Bewässerung vor allem Reis angebaut, weswegen der Fluss von besonderer Bedeutung für die Bevölkerung ist. Im Februar 2001 waren fast 3000 Menschen von Überflutungen des Flusses betroffen.